# Weihnachten in Familie
Weihnachten in Familie ist ein Musikalbum, das der DDR-Schlagersänger Frank Schöbel und seine damalige Lebensgefährtin Aurora Lacasa 1985 mit den gemeinsamen Kindern Dominique und Odette veröffentlichten. Am 10. Oktober 1994 wurde das Album, nunmehr auch auf CD, erneut veröffentlicht.

## Fernsehsendung
Zur Platte entstand eine gleichnamige Fernsehsendung, die am 24. Dezember 1985 im Fernsehen der DDR ausgestrahlt wurde. Nach dem großen Erfolg der Sendung entstanden in späteren Jahren weitere Folgen sowie 1994 die CD Fröhliche Weihnachten in Familie. Bis 2019 war Frank Schöbel Gastgeber der zum Heiligabend ausgestrahlten Sendung Fröhliche Weihnachten mit Frank im MDR-Fernsehen.
Die Fernsehsendung von 1985 sowie Ausschnitte der Folgesendungen von 1992 bis 1995 erschienen am 2. November 2007 unter den Titeln „Das Beste aus Weihnachten in Familie“ auf DVD.
Weihnachten in Familie gilt als der meistverkaufte Amiga-Tonträger. Über zwei Millionen Exemplare wurden bis 2019 verkauft. 1988 erhielten die Interpreten dafür den Preis „Goldene Amiga“.

## Titelliste
Interpretationen klassischer Weihnachtslieder wechseln sich mit Neukompositionen ab.
| #   | Titel                                   | Musik/Text                                                                                            | Interpret                                          | Spiel- dauer |
| --- | --------------------------------------- | --- | -------------------------------------------------- | ------------ |
| 1.  | Weihnachtsmusik                         | Ulrich Mann, unter Verwendung bekannter Weihnachtslieder                                              | Instrumentalgruppe Ulrich Mann                     | 2:15         |
| 2.  | Morgen kommt der Weihnachtsmann         | nach dem französischen Volkslied Ah! vous dirai-je, Maman – August Heinrich Hoffmann von Fallersleben | Odette und Dominique                               | 0:48         |
| 3.  | Kling, Glöckchen, kling                 | Karl Enslin                                                                                           | Frank Schöbel, Odette und Dominique                | 1:12         |
| 4.  | Leise rieselt der Schnee                | Eduard Ebel                                                                                           | Aurora Lacasa, Frank Schöbel                       | 2:03         |
| 5.  | He, du – Weihnachtsmann                 | Frank Schöbel – Jochen Petersdorf                                                                     | Odette und Dominique                               | 2:54         |
| 6.  | Wir haben einen Weihnachtsbaum          | Frank Schöbel – Jochen Petersdorf                                                                     | Frank Schöbel, Odette und Dominique                | 2:54         |
| 7.  | Schneeflöckchen, Weißröckchen           | Volksweise – nach Hedwig Haferkorn                                                                    | Odette und Dominique                               | 1:02         |
| 8.  | Morgen, Kinder, wird’s was geben        | Carl Gottlieb Hering – Karl Friedrich Splittegarb                                                     | Frank Schöbel, Aurora Lacasa, Odette und Dominique | 1:18         |
| 9.  | Guten Abend, schön Abend                | Volkslied aus Kärnten – 2. und 3. Strophe: Ilse Naumilkat                                             | Odette und Dominique                               | 1:37         |
| 10. | Liebe Mama                              | Frank Schöbel – Frank Schöbel, Odette und Dominique                                                   | Odette und Dominique                               | 2:28         |
| 11. | Weihnachten in Familie                  | Frank Schöbel – Gisela Steineckert                                                                    | Frank Schöbel, Aurora Lacasa, Odette und Dominique | 2:40         |
| 12. | Stille Nacht                            | Franz Gruber – Josef Mohr                                                                             | Frank Schöbel                                      | 2:55         |
| 13. | Süßer die Glocken nie klingen           | Volksweise aus Thüringen um 1850 – Friedrich Wilhelm Kritzinger                                       | Frank Schöbel, Aurora Lacasa                       | 2:34         |
| 14. | Still, still, still                     | Volksweise aus Salzburg                                                                               | Aurora Lacasa                                      | 1:40         |
| 15. | Am Weihnachtsbaum die Lichter brennen   | Volkslied 1866 – Hermann Kletke                                                                       | Aurora Lacasa, Frank Schöbel                       | 0:58         |
| 16. | Fröhliche Weihnacht überall             | nach einem englischen Volkslied                                                                       | Odette und Dominique, Frank Schöbel, Aurora Lacasa | 1:10         |
| 17. | Susani (Vom Himmel hoch, o Engel kommt) | Volksweise aus dem 17. Jahrhundert                                                                    | Aurora Lacasa                                      | 2:05         |
| 18. | Es ist ein Ros entsprungen              | Geistliches Volkslied vor 1600                                                                        | Frank Schöbel                                      | 2:20         |
| 19. | Maria                                   | Frank Schöbel – Gisela Steineckert                                                                    | Aurora Lacasa                                      | 3:43         |
| 20. | O du fröhliche                          | Sizilianische Volksweise – Johannes Daniel Falk, J.G. Holzschuher                                     | Aurora Lacasa, Frank Schöbel                       | 2:47         |

## Chartplatzierungen
| Periode   | Höchstplatzierung, GesamtwochenChartsChartplatzierungen (Periode, Platzierungen, Wochen) |
| Periode   | DE                                                                                       |
| --------- | ---------------------------------------------------------------------------------------- |
| 2017/18   | DE72 (3 Wo.)DE                                                                           |
| 2018/19   | DE74 (1 Wo.)DE                                                                           |
| 2019/20   | DE65 (1 Wo.)DE                                                                           |
| 2020/21   | DE47 (4 Wo.)DE                                                                           |
| 2021/22   | DE70 (1 Wo.)DE                                                                           |
| 2022/23   | DE42 (4 Wo.)DE                                                                           |
| 2023/24   | DE52 (2 Wo.)DE                                                                           |
| 2024/25   | DE61 (1 Wo.)DE                                                                           |
| Insgesamt | DE42 (17 Wo.)DE                                                                          |

## Bemerkenswertes
- Es erschienen diverse Neuauflagen der CD, die sich in der Titelliste und im Coverartwork voneinander unterschieden.
- Die Popband Virginia Jetzt! parodiert das Cover von Weihnachten in Familie auf ihrer 2003 erschienenen EP Weihnachten in Berlin.